# ليستير كيلي
ليستير كيلي (بالإنجليزية: Lester Kelly)‏ هو لاعب كرة قدم أسترالية أسترالي، ولد في 14 فبراير 1892 في Moonta, South Australia ‏ في أستراليا، وتوفي في 6 يناير 1958 في Brighton, Victoria ‏ في أستراليا.

## وصلات خارجية
- ليستير كيلي على موقع النتائج التاريخية لألعاب القوى الأسترالية (الإنجليزية)
- ليستير كيلي على موقع AustralianFootball.com (الإنجليزية)
- ليستير كيلي على موقع AFLtables.com (الإنجليزية)